# Todeskommando Russland 2 (2002)
Todeskommando Russland 2 (russisch Звезда Swesda, deutsch ‚Stern‘) ist ein russischer Kriegsfilm aus dem Jahr 2002 unter der Regie von Nikolai Lebedew, ein modernes Großprojekt von Mosfilm. Er basiert auf der im russisch gleichnamigen Kurzgeschichte von Emmanuil Kasakewitsch, die von einer Gruppe sowjetischer Späher handelt, die während der Operation Bagration im Zweiten Weltkrieg hinter den feindlichen Linien arbeiten.

## Handlung
Am 22. Juni 1944 nähert sich die Rote Armee allmählich der Staatsgrenze der UdSSR. Sie beginnt die Operation Bagration zur Befreiung des weißrussischen Territoriums. Drei harte, schmerzhafte Kriegsjahre, hunderttausende tote feindliche Soldaten und dutzende besiegte feindliche Divisionen liegen hinter ihnen. Vor ihnen liegt der endgültige und entscheidende Sieg im Jahr 1945.
„Stern“ ist das Rufzeichen von Leutnant Trawkins Gruppe, die aus sieben sowjetischen Spähern der 1. Weißrussischen Front besteht. Ihre Aufgabe ist es, hinter den feindlichen Linien die Befehle des Kommandos auszuführen. Der Leiter des Heeresnachrichtendienstes hatte den Divisionskommandeur beauftragt, eine Aufklärungsgruppe hinter die feindlichen Linien zu entsenden, da sich den vorliegenden Daten zufolge eine Umgruppierung anbahnte und das Vorhandensein von Reserven und Panzern festgestellt werden musste.
Die Gruppe von Leutnant Travkin durchquert nachts die feindlichen Schützengräben und passiert die Stellungen der Tiger-Panzer. Dabei werden sie zufällig von deutschen Soldaten entdeckt. Am Morgen beginnt ein Überfall, vor dem sich die Späher in einem Sumpf verstecken können. Ein deutscher Feldoffizier feuert mit einer MP 40 in den Sumpf, jedoch ohne Erfolg.
Am nächsten Morgen erreichen die Späher einen See, an dessen gegenüberliegendem Ufer sich ein deutsches Lazarett befindet. Auf dem Rückweg nehmen sie einen deutschen Gefreiten der Pioniereinheit der 131. Infanterie-Division der Wehrmacht gefangen. Aus der Aussage des Gefangenen geht hervor, dass sich in diesem Gebiet Kräfte der 5. SS-Panzer-Division „Wiking“ befinden. Nach dem Verhör wird der Gefangene liquidiert.
Später nimmt der Späher Mamochkin den SS-Hauptscharführer Willibald-Ernst Bennecke gefangen. Im Film wird Bennecke als „Stabsoffizier des Westland-Regiments“ bezeichnet. Der Deutsche entdeckt eine Karte mit Daten über den Standort seiner Einheit sowie über eine bestimmte Station, an der offenbar die Ausrüstung ausgeladen wird. Trawkin beschließt daraufhin, die Gefreiten Bykow und Worobjow zu dieser Station zu schicken. Unbemerkt steigen sie in das Heck eines deutschen Lastwagens der motorisierten Brigade der SS-Division „Wiking“ ein. Als die Lastwagen auf dem Bahnhof ankommen, entdecken die anderen Insassen die Späher. Ein sowjetischer Luftangriff beginnt jedoch, und den Spähern gelingt die Flucht, wobei sie einen vorbeilaufenden deutschen Soldaten erschießen. Die Späher stellen fest, dass der Bahnhof mit hölzernen Panzermodellen ausgestattet ist und als Ablenkungsmanöver für die sowjetischen Truppen dient. Beim Versuch, den Bahnhof zu verlassen, kommt es zu einer Schlägerei zwischen dem Gefreiten Bykow und dem SS-Sturmbannführer Dille. Dille verwundet Bykow mit einem Messer, wird aber selbst von Worobjow erstochen. Worobjow nimmt dem toten Sturmbannführer die Dokumente ab und zieht den tödlich verwundeten Bykow zu sich, doch dieser stirbt an seinen Wunden.
Aufgrund der neuen Informationen schickt Trawkin Mamotschkin und Anikanow nachts zu einer anderen Station in der Nähe des Steinbruchs. Dort entdecken die Späher eine große Anzahl von Panzern, die gerade aus dem Eisenbahnzug entladen werden. Sie nehmen einen deutschen Offizier fest. Dieser verweigert die Aussage, doch die bei ihm sichergestellten Dokumente liefern genügend Informationen über die Kräfte und Absichten des Feindes. Damit können die Truppen der beiden Fronten der Roten Armee einen vernichtenden Schlag versetzen. Allerdings gibt es ein Problem bei der Übermittlung der gewonnenen Informationen an das Zentrum, eine deutsche Patrouille, die auf einem halbspurigen Motorrad Kettenkrad Sd.Kfz. 2 einen Waldweg entlangfährt, schießt auf verdächtige Büsche und verwundet Sergeant Brazhnikov. Zudem wird die Funkstation beschädigt. Um mit seinen eigenen Männern Kontakt aufzunehmen, beschließt Travkin, eine deutsche Funkstelle zu überfallen. Dabei verwundet der deutsche Funker den Gefreiten Worobjow tödlich, der jedoch sofort von Mamotschkin getötet wird. Den Spähern gelingt es, die Funkstation zu erobern. Eine Gruppe von SS-Leuten kommt hinzu, es kommt zu einem Feuergefecht, bei dem ein gefangener SS-Mann Wendel durch eine versehentliche Kugel getötet wird. Bei dem Versuch, die Verfolger aufzuhalten und sie von der Hauptgruppe abzulenken, stirbt Brazhnikov.

## Veröffentlichung
Die Premiere des Films fand am 6. Mai 2002 in Russland statt. In Deutschland erschien der Film erstmalig 2009 auf DVD.

## Kritik
Eddie Cockrell von Variety bezeichnete den Film als „ein waffenstrotzendes Kriegsepos“ und sagte, dass er gut gemacht sei und das internationale Publikum ansprechen könnte, aber dass „die westlichen Zuschauer diese Formel bereits in Spielbergs Werk gesehen haben“.